# تيد شرودر
تيد شرودر (بالإنجليزية: Ted Schroeder)‏ مواليد 20 يوليو 1921 في نيو جيرسي، الولايات المتحدة - الوفاة 26 مايو 2006 في لاهويا، كاليفورنيا، الولايات المتحدة، كان لاعب كرة مضرب أمريكي وكان يلعب باليد اليمنى. كما أنه أحد أبطال الجراند سلام. أعلى تصنيف له في الفردي كان المركز الـ 1 في سنة 1949.

## بطولات حققها
- بطولة ويمبلدون

## النهائيات

### الفردي
اللقب (2), الوصافة (1)
| النتيجة | السنة | البطولة                     | المنافس في النهائي | النتيجة في النهائي        |
| الفوز   | 1942  | بطولة أمريكا المفتوحة للتنس | فرانك باركر        | 8–6, 7–5, 3–6, 4–6, 6–2   |
| الفوز   | 1949  | ويمبلدون                    | ياروسلاف دروبني    | 3–6, 6–0, 6–3, 4–6, 6–4   |
| الوصافة | 1949  | بطولة أمريكا المفتوحة للتنس | بانشو جونزاليس     | 18–16, 6–2, 1–6, 2–6, 4–6 |

## روابط خارجية
- تيد شرودر على موقع رابطة محترفي التنس (الإنجليزية)
- تيد شرودر على موقع الاتحاد الدولي لكرة المضرب (الإنجليزية)
- تيد شرودر على موقع كأس ديفيز (الإنجليزية)
- تيد شرودر على موقع قاعة مشاهير كرة المضرب الدولية (الإنجليزية)
- تيد شرودر على موقع خلاصة التنس.كوم (الإنجليزية)